# Беневентское письмо

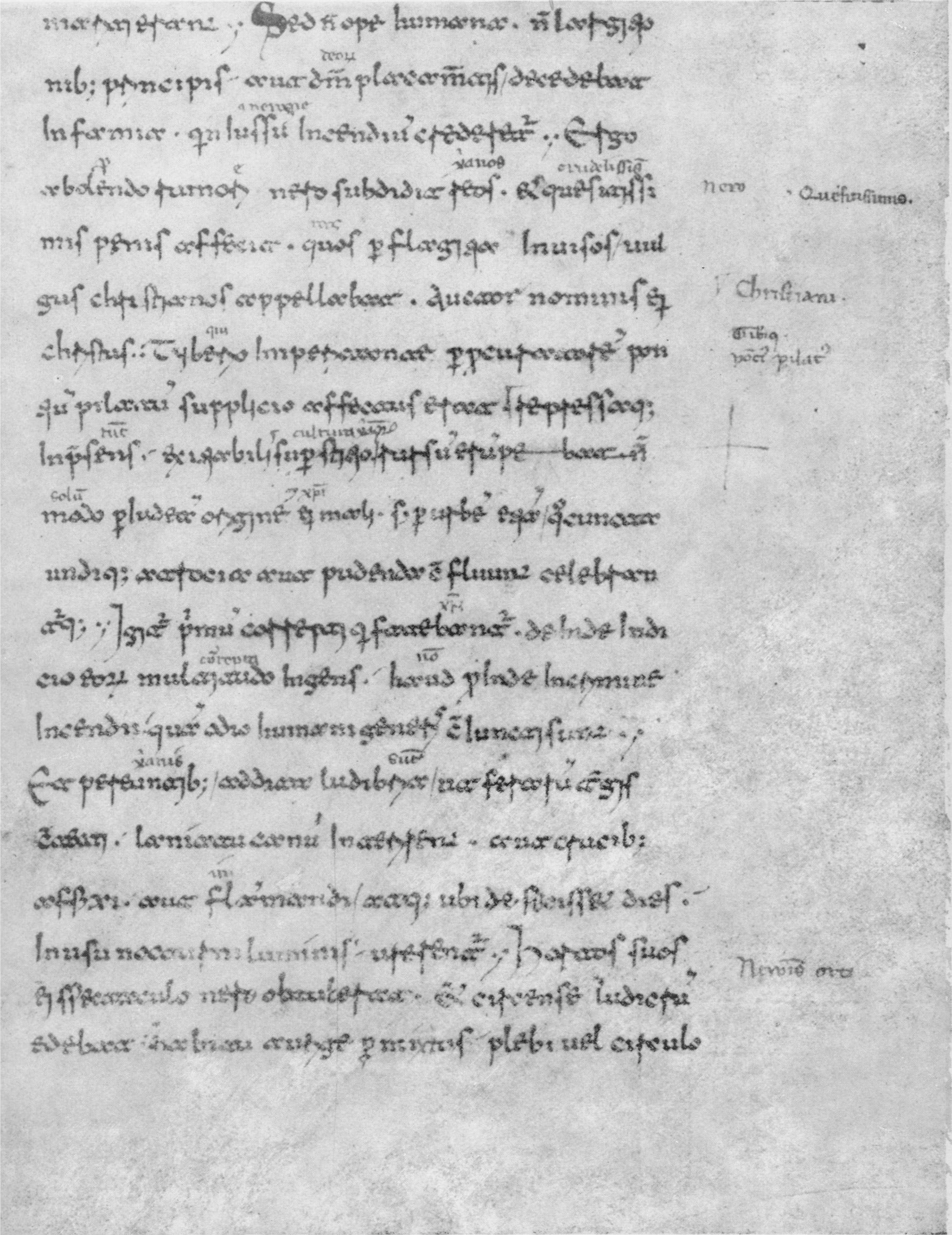
Страница из рукописи сочинений Публия Корнелия Тацита «Медицейская II» (середина XI века).

Беневентское письмо (иногда монтекассинское письмо) — разновидность латинского письма, распространившегося по всей южной Италии в VIII/X — XIII веках.
Это письмо характеризуется ломаными буквами и некоторой вычурностью, искусственностью, но при этом — чёткостью. Оно появилось, по разным оценкам, в VIII или X веках. В Монтекассино, например, после 950 года палеографами обнаруживаются только некоторые заметные признаки будущего письма, а характерные изломы появляются лишь в XI веке. В конце XII века письмо стало нарочито угловатым и тяготело к крайней вычурности; в этот же период оно распространилось по монастырям всей Европы.
В наибольшей степени это письмо использовалось для написания книг скрипториями Южной Италии. Центрами создания книг беневентским письмом были монастыри Монтекассино и Ла-Кава.